# Меркурий Смоленский

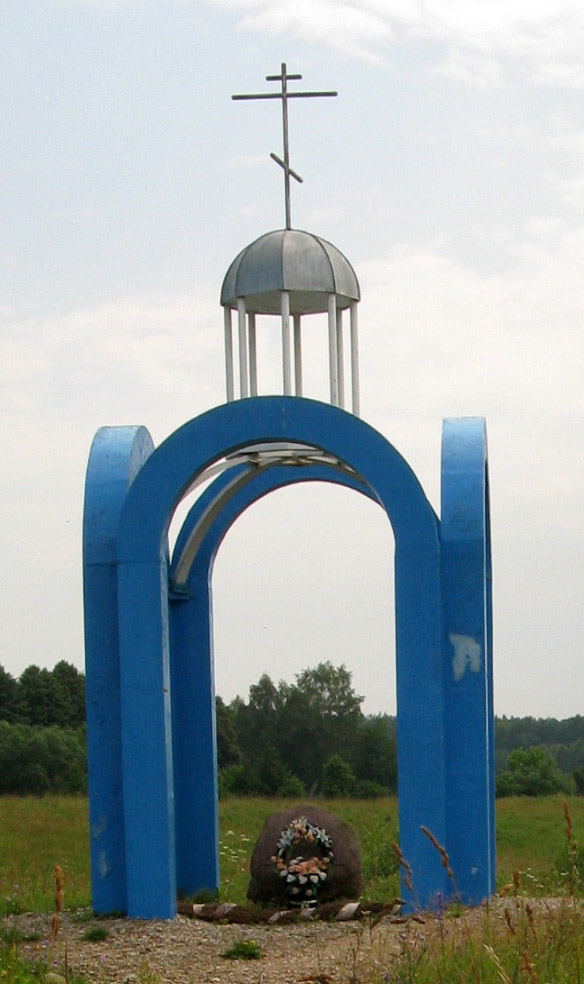
Памятник «От благодарных смолян» на месте гибели Меркурия Смоленского

Мерку́рий Смоле́нский (ум. 1239) — православный святой, почитаемый в лике мучеников. Память совершается 24 ноября (7 декабря) шестеричным богослужением.

## Жизнеописание
Меркурий был славянином из Моравии и происходил из княжеского рода. В юном возрасте пришёл в Смоленск и поступил на службу к смоленскому князю. Согласно житию, памятнику древнерусской письменности «Слово о Меркурии Смоленском», Меркурий отличался набожностью и «благочестивой жизнью: подвизался в посте и целомудрии».
Мученичество принял в 1239 году во время нашествия хана Батыя на Смоленск. По преданию, когда татарские войска стояли в 25 вёрстах от города, на Долгомостье, молившемуся ночью в соборе перед иконой Божией Матери местному пономарю явилась Богородица, велевшая позвать Меркурия.

Святой Меркурий, вместе с пономарем, отправился в церковь Пресвятой Богородицы. В храме они нашли свечу, которая горела пред иконой Богородицы. Святой Меркурий, упав пред иконой, с слезами стал молиться, прося Пресвятую Госпожу о помощи и заступлении. Тогда вдруг раздался глас от иконы:
Раб мой Меркурий, я посылаю тебя, чтобы ты отразил врагов от града сего и защитил храм сей… В сей битве ты победишь врагов и сам получишь от Господа венец победы и вечного блаженства.

Меркурий послушался веления Богородицы и ночью пошёл во вражеский лагерь, где, согласно житию, истребил множество врагов, включая некоего исполина, наводившего на всех страх своей силою. В ходе сражения сын убитого исполина отсёк Меркурию голову, но татары в страхе бежали: «побросав оружие, гонимые какой-то неведомой силой, они бежали от города, под которым погибло так много из лучших бойцов, и удалились из пределов Смоленских».
Тело Меркурия было погребено жителями в Успенском соборе Смоленска.

## Память
Церковное празднование в память святого Меркурия было установлено в конце XVI века, но уже с 1509 года жители Смоленска почитали его заступником города.

## Житие
По наблюдениям Фёдора Буслаева, Сергия (Спасского), Арсения Кадлубовского, Леонида Белецкого и Феодосия Спасского, почитание Меркурия Смоленского может рассматриваться как проявление на русской почве греческой и общеевропейской традиции культа византийского святого III века Меркурия Кесарийского. Составление первой сохранившейся версии жития отвечало идеологическому прославлению смоленских святынь после взятия Смоленска московским князем Василием III Иоанновичем (1514), в период утверждения праздника Смоленской иконы Божией Матери и строительства Смоленского собора в Новодевичьем монастыре (1524).

## В литературе
У Ивана Бунина в «Суходоле» (1912) встречается следующее описание: «В углу лакейской чернел большой образ святого Меркурия Смоленского, того, чьи железные сандалии и шлем хранятся на солее в древнем соборе Смоленска. Мы слышали: был Меркурий муж знатный, призванный к спасению от татар Смоленского края гласом иконы Божьей Матери Одигитрии Путеводительницы. Разбив татар, святой уснул и был обезглавлен врагами. Тогда, взяв свою главу в руки, пришёл он к городским воротам, дабы поведать бывшее… И жутко было глядеть на суздальское изображение безглавого человека, держащего в одной руке мертвенно-синеватую голову в шлеме, а в другой икону Путеводительницы».